# 優先席

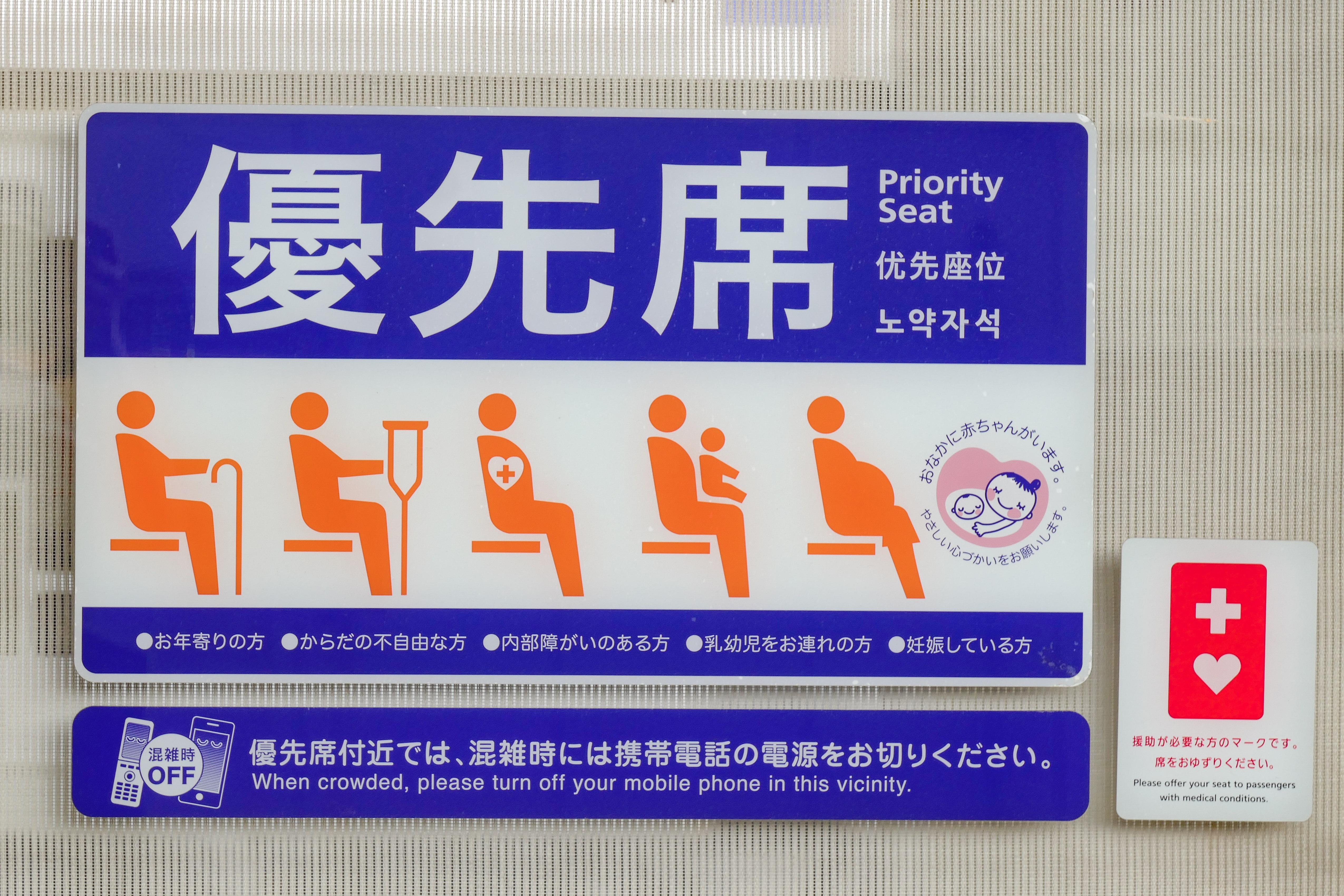
東武鉄道の優先席表示
優先される乗客のピクトグラム、マタニティマーク、ヘルプマークや携帯電話の利用上の注意が記されている。

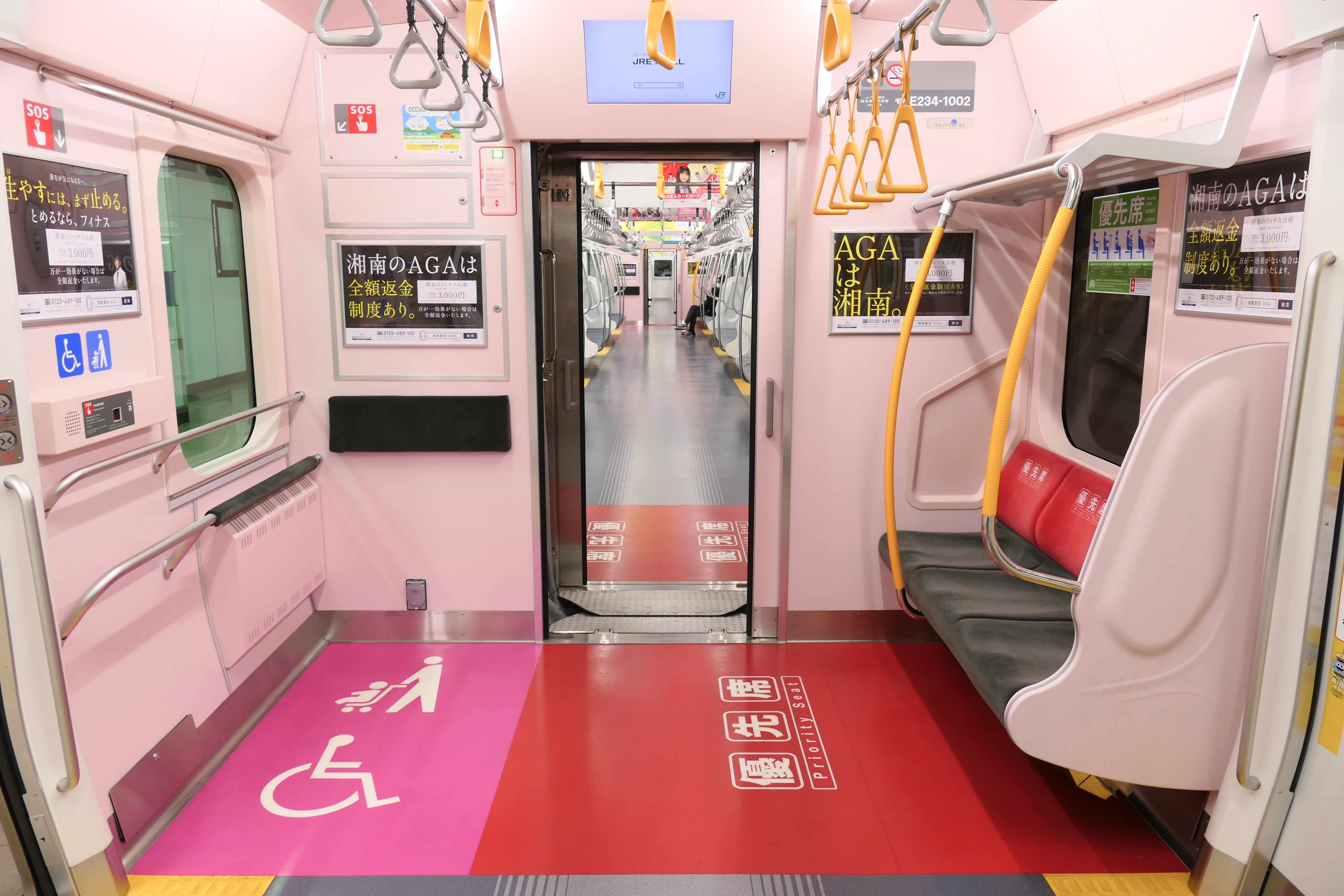
東日本旅客鉄道（JR東日本）・E235系電車の優先席
車椅子・ベビーカー用スペースを併設した例。

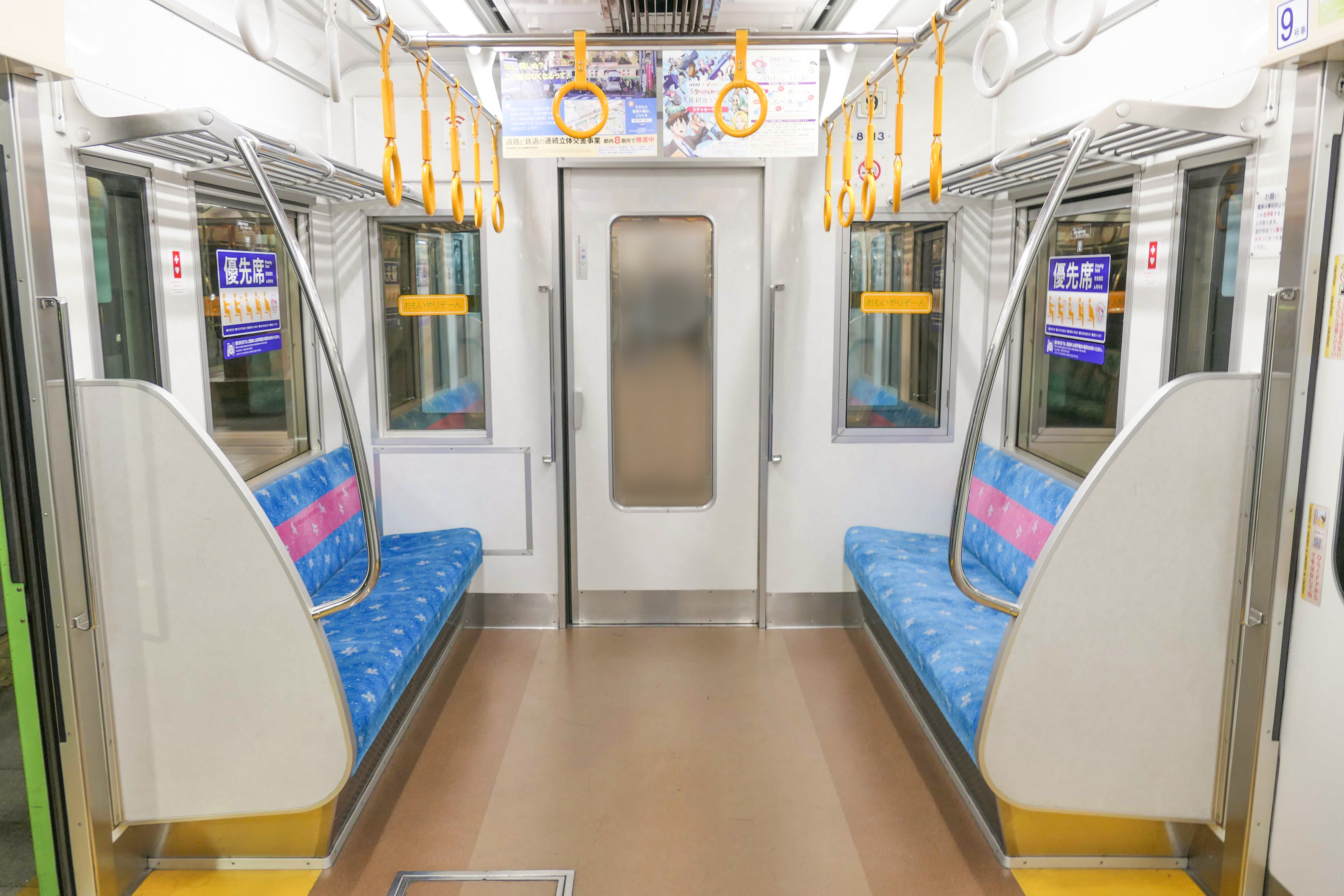
京王電鉄の「おもいやりぞーん」
優先席に愛称を付与したのと同時に、吊り革をオレンジ色のものに交換した。

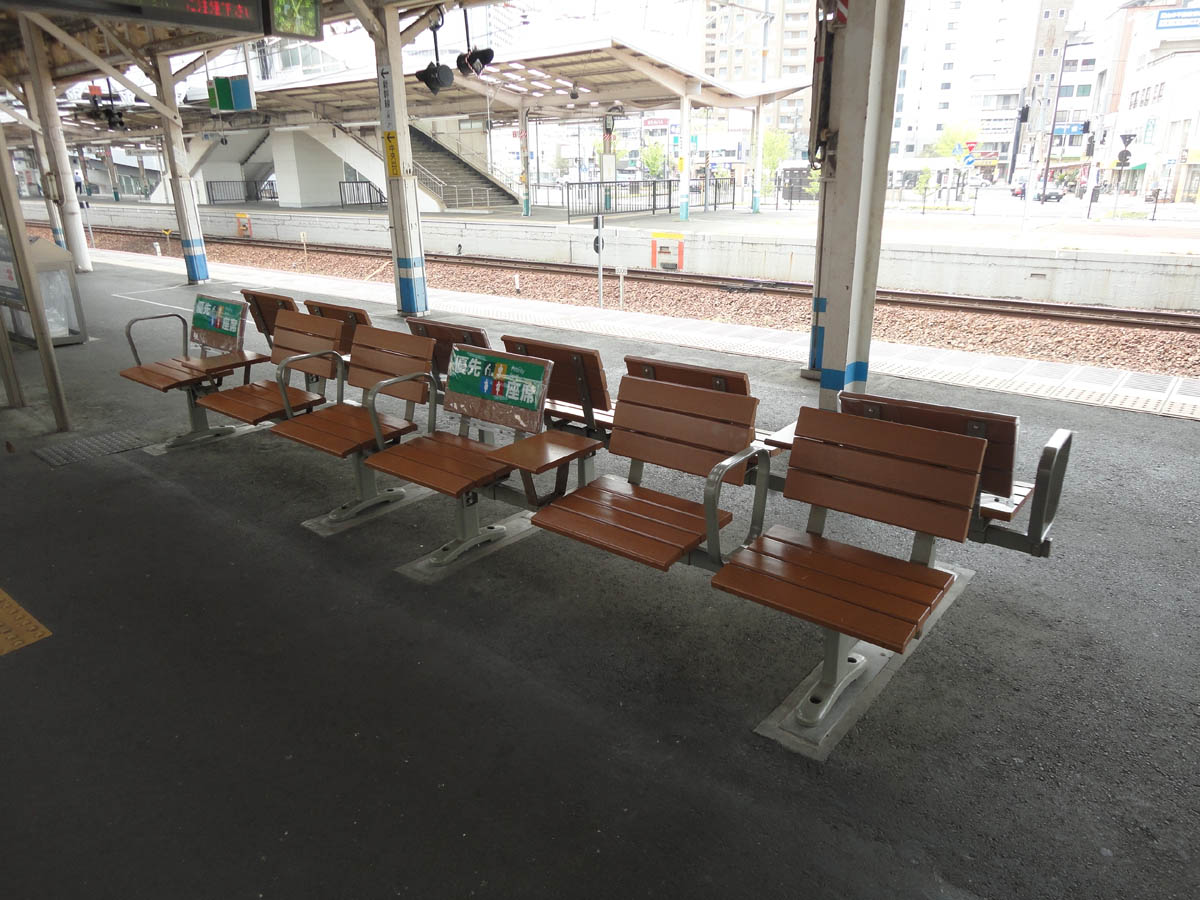
西日本旅客鉄道岡山支社管内におけるプラットホーム上のベンチの優先席。

優先席（ゆうせんせき、英語: Priority seats）とは、鉄道・バスなどの公共交通機関に設置される、特定の属性の乗客を対象とした、着席を優先する座席である。一般には交通弱者（高齢者、障害者、傷病者、妊婦、ベビーカー含む乳幼児連れなど）を対象とした福祉的目的で設置されるものを指すが、中には宗教的戒律に基づくものもある。
世界各国において、鉄道・バスなどの公共交通機関で優先席を設置している交通事業者は存在する。優先席は、他の座席と表地の色を変えて区別したり、座席部の壁や窓に「優先席」を示すピクトグラムステッカーを貼付してそれとわかるよう表示する。また乗降を容易にするため、優先席は車両の扉付近に設置されるのが一般的である。

## 日本
日本の鉄道事業者では、駅ホームドアや床面に優先席のマークを表示し、優先席に乗りやすい配慮をしている。最近では鉄道・バスともにベビーカーマークを表示し、ベビーカーを畳まずに乗車できるようになっている。

### 名称
日本の国土交通省は「優先席」の名称を使用している。
優先席の愛称として、京王電鉄では「おもいやりぞーん」、伊予鉄道では「おもいやりゾーン」、広島電鉄では「ゆずりあいの席」を使用している。
日本における英語表記は交通事業者によって異なり、「courtesy seat」と「priority seat」の2通りがある。「courtesy seat」は東京地下鉄、東急電鉄、東武鉄道、西武鉄道、「priority seat」はJR各社や公営地下鉄、京王電鉄、小田急電鉄、京浜急行電鉄、阪急電鉄、近畿日本鉄道などが採用する。

#### 専用席
交通弱者「優先」ではなく「専用」としている札幌市交通局（札幌市営地下鉄）では、優先席にあたる座席を「専用席」と呼称している。札幌市交通局では、1974年4月から1975年3月までは「優先席」としていたが、若い健常者が優先席を占領することが多かったため、1975年4月に専用席に改めた。

#### 全席優先席
バス事業者では京阪宇治交通（京阪グループ、会社解散）が、1970年代に全席優先席を実施していた。
阪急東宝グループ（現・阪急阪神東宝グループ）の阪急電鉄および神戸電鉄、能勢電鉄では、1999年（平成11年）4月1日より「優先座席」の区分を廃止して全座席を優先席化し、乗客のモラル向上を呼び掛けた。これは、優先席を利用すべき対象者（高齢者・身体障害者・怪我人・妊婦・乳幼児連れなど）が事業者により設定された場所に追いやられる形は好ましくなく、本当に必要な人が間近の席でも利用できるように、との性善説にそった思考への転換によるものであった。
しかし逆に「座席を譲ってもらえない」という意見が出るようになったことを契機に、阪急電鉄は2007年の株主総会で全席優先席化を再検討し、同年10月29日から再び優先席の区分を設ける方針へ転換した。これに神戸電鉄、能勢電鉄および直通運転を行う大阪市営地下鉄堺筋線も追従した。
横浜市交通局（横浜市営地下鉄）も、阪急電鉄に職員を派遣・研修させるなどして、同様の全座席の優先席化を2003年12月1日から実施した。その後、横浜市営地下鉄では「座席を譲ってもらえない」という意見が出るようになったことが原因で2012年7月下旬から「最優先席」区分にあたる「ゆずりあいシート」を設置した。

### ピクトグラム
優先席を表すピクトグラムについては、JRが制定したものが既に意匠登録されていたため、国土交通省による2005年のノンステップバスの標準仕様策定に際しては、私鉄で使用しているものに札幌市交通局のデザインを基にしたものが多いことから、同局の許可を受け再デザインされた。
その後、2006年に公益財団法人交通エコロジー・モビリティ財団で、右向きに座った形の新たなピクトグラムが作成され、2014年7月22日にはISO 7001ならびにJIS Z 8210に追加された。これを受け、2015年10月の優先席付近での携帯電話使用マナーの変更に関連して、JR東日本を含め、新デザインのピクトグラムへの変更が始まった（JR東日本・TWR・東京モノレールは緑地、他は青地）。東京都交通局、京成電鉄（京成グループ各社含む）、京浜急行電鉄ではシルバーシートマークの付いたデザインとなっている。
2012年（平成24年）10月26日 - 東京都が日本グラフィックデザイナー協会の協力を受け、「ヘルプマーク」を制定。都営地下鉄大江戸線の優先席にステッカー標示を導入した。自身も人工股関節を使用している都議会議員による、同年3月の都議会予算特別委員会での提言がきっかけという。ヘルプマークやマタニティマークが制定されると、優先席のピクトグラムにこれらのマークも追加されるようになった。
JR西日本では、優先席の標準ピクトグラムと同時にISO 7001とJIS Z 8210に追加された優先設備汎用（トイレ・駐車場などで使用）の立った姿のピクトグラムを使用していたが（デザインが異なるJR四国の優先席ステッカーでも同ピクトグラムを使用）、2019年にマタニティマークとヘルプマークの案内を追加してデザインを変更した際に、優先席の標準ピクトグラムを表記したものに改められている。

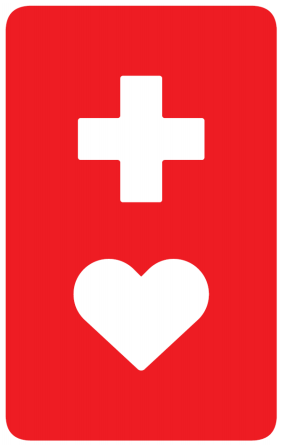
東京都福祉保健局が制定した「ヘルプマーク」
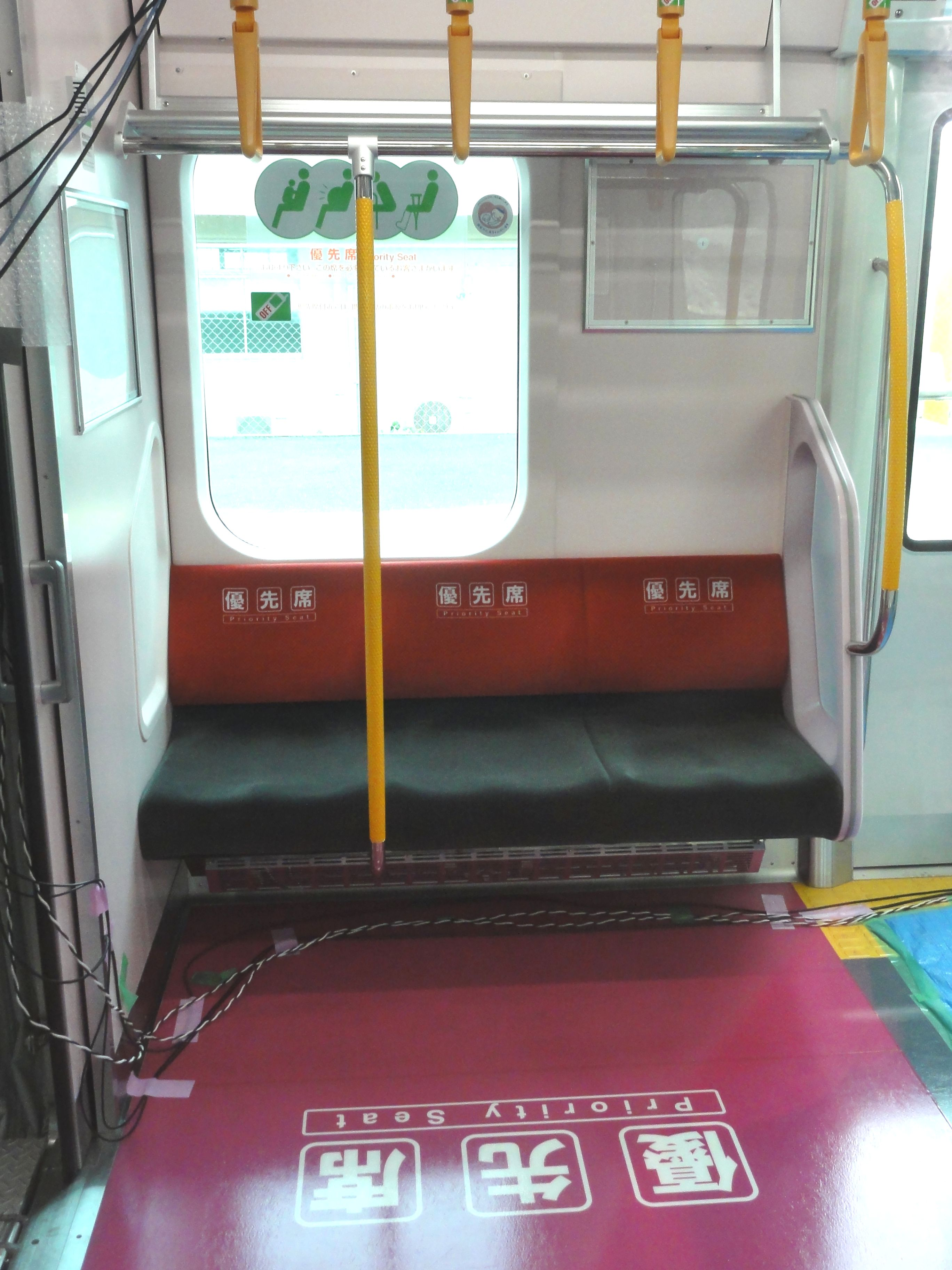
JR山手線のE235系車両の優先席表示 右側に小さくマタニティマークが表示されている（2015年4月）

### 歴史

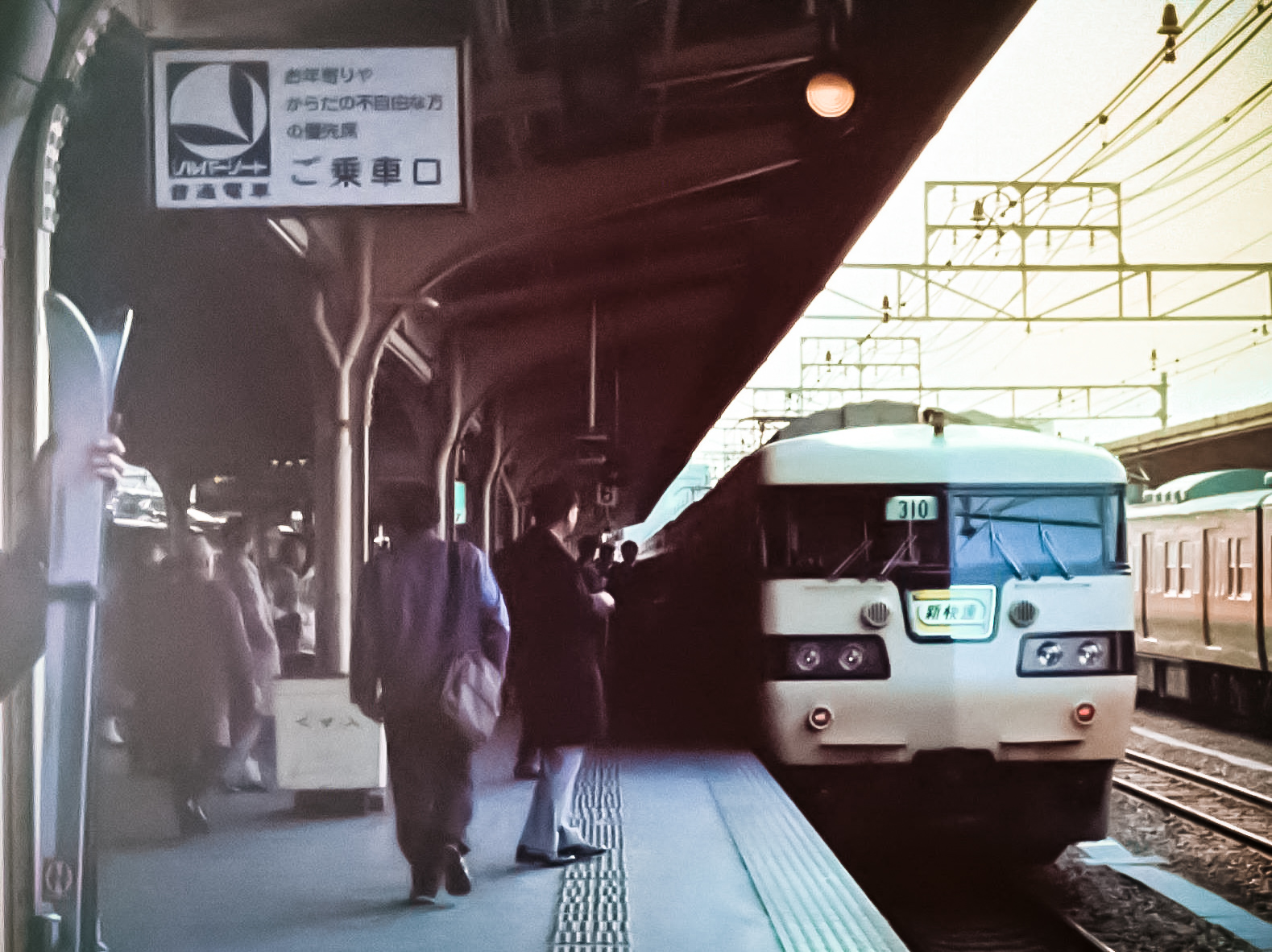
1984年の大阪駅
「シルバーシートご乗車口」の案内板が見える。このマークは座席を表現したピクトグラムだった。

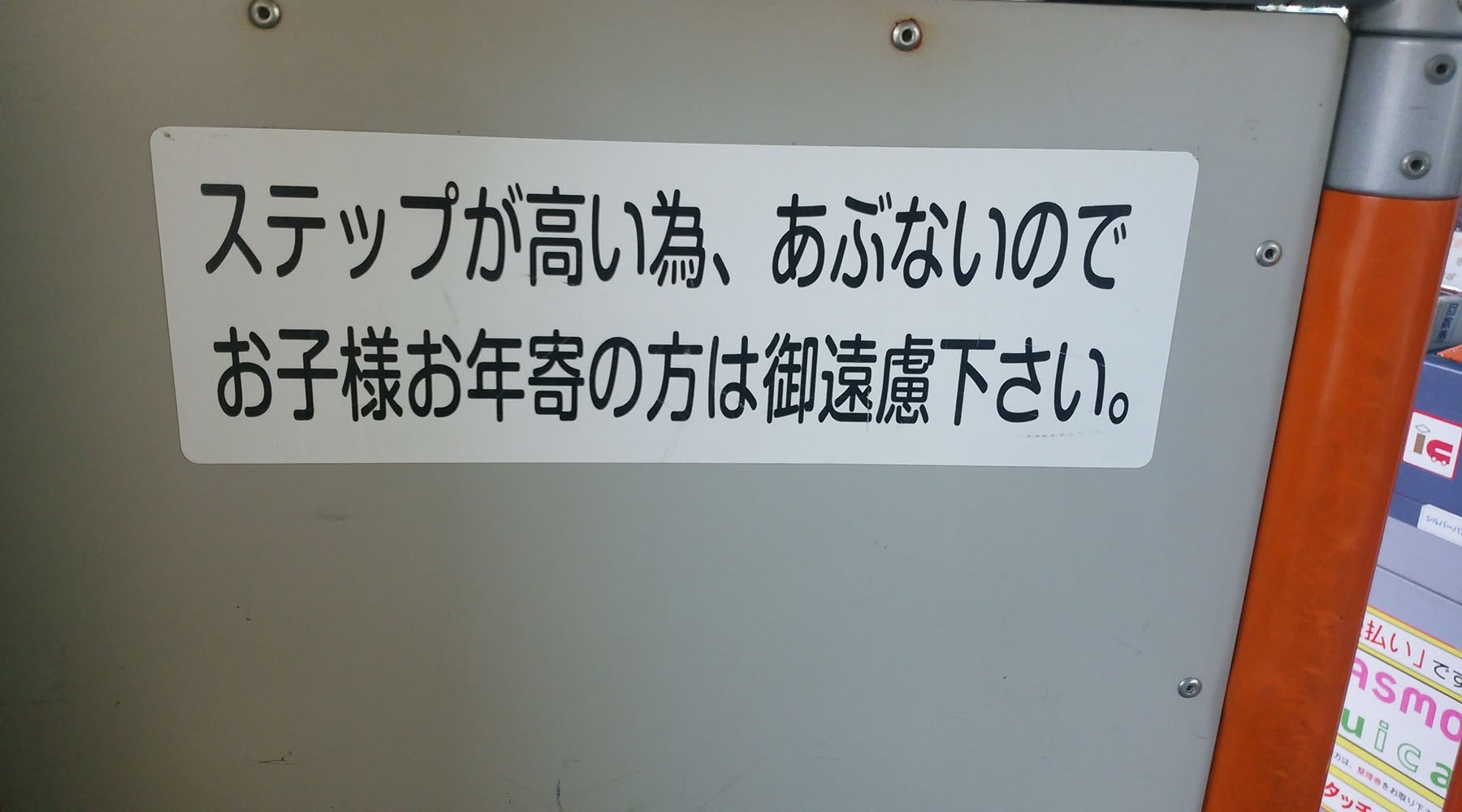
ホイール上の席に記載されている高齢者などが座らないように求めている注意書き。

日本で本格的に行われたのは、1973年（昭和48年）9月15日（当時の敬老の日）より旧・日本国有鉄道（国鉄）により「シルバーシート」の名称で中央線快速を始めとして東京・大阪の国電区間に順次導入され、私鉄でも同日に伊豆箱根鉄道駿豆線・大雄山線両線で、シンボルマークのデザイン等を流用して同名の「シルバーシート」として使用開始されたのが始まりである（（和製英語：silver seat）として一般名称化して、同じく和製英語として高齢者を意味するシルバーも一般名称となった。）。
シルバーシートの名前を付与したのは、国鉄で設定した当初、高齢者を対象にし、他の座席と区別するため、本社旅客局営業課長だった須田寬が座席表皮の色を変えることを提案、浜松工場に在庫があった新幹線0系電車の普通車座席に使うシルバーグレー色の予備布地（モケット生地）を利用してシートを設定したことからといわれる。他の色の布は当時在庫が足りず、実施日に間に合わせるにはこの色の布を使うしかなかったという事情もあった（後述『読売新聞』）。
これらに倣って、大手私鉄など他の事業者でも導入が始まった。私鉄では座席表地の色については必ずしも踏襲していないが、識別マーク（ピクトグラム）は国鉄のものを踏襲し、呼称は「シルバーシート」や「（お年寄りや体の不自由な方の）優先席」とまちまちであった。
当初は編成の先頭・後尾車両の端部と反対側に設定されたが、やがて各車両の一端を優先席に設定するようになり、拡大が行われた。近畿日本鉄道や京成電鉄、北総鉄道、東急電鉄、都営地下鉄、相模鉄道、東武鉄道などでは2010年代後半頃より1両に設置している優先席を一端のみより両端へと拡大している事例もある。
しかし1990年代後半からは、利用対象を高齢者や身体障害者以外にも、怪我人・妊婦・乳幼児連れなどにも拡大するため、高齢者専用を思わせる「シルバーシート」という名称から、各鉄道・バス事業者とも「優先席」もしくは「優先座席」への変更が進んだ。また、関東の大手私鉄などを中心に優先席付近のつり革をオレンジ色にするなど（小田急電鉄が草分け）、つり革や床の色を変えている事業者もある。
なお、ノンステップバスなど低床車両の最前部の席は、ホイールの上部に設置されており、着席のために急な段差をのぼりおりする必要があることから、事業者が安全性の観点からシートベルトを設置したり優先席の対象者となる乗客には使用しないように呼びかけているケースがある。

#### 年表
- 1973年（昭和48年）9月15日 - 国鉄中央線快速の快速、特別快速、及び伊豆箱根鉄道駿豆線・大雄山線両線にシルバーシートが設置された[21]（9月15日は敬老の日であり、中央線で前日まで実施されていた婦人子供専用車は廃止）。　
  - これにならって、大手私鉄などにもシルバーシート（優先席）が設置されはじめ、関東・近畿両地方の国鉄各線にも広がった。
  - 東武鉄道・東京都交通局も当初より「優先席」と呼称していた。
  - 関西の大手・準大手私鉄、及び公営地下鉄ではこの名称は使用せず、「おとしより、からだの不自由な方の優先座席」の名称で、各車両のガラスに楕円形のステッカーを貼って表示した。
- 1993年（平成5年）頃 - 京王帝都電鉄（現・京王電鉄）がシルバーシートを「優先席」に改称。
- 1997年（平成9年）5月 - JR東日本がシルバーシートを「優先席」に改称[24]。その後、関東地方の大手私鉄も順次シルバーシートを「優先席」に改称。
- 1999年（平成11年）
  - 4月1日 - 阪急電鉄・能勢電鉄・神戸電鉄が「優先座席」の区分を廃止し、全席優先席に。
  - 8月1日 - JR西日本が「優先座席」に名称変更し、各車両に設置。
- 2000年
  - 8月21日 - 京王電鉄が優先席を1両あたり2か所に増設、優先席付近での携帯電話の電源オフなどのルール（京王方式）を実施[25]。
- 2003年（平成15年）
  - 9月1日 - JR九州がシルバーシートを「優先席」に改称[26]。
  - 9月15日 -　関東地方の鉄道16社局で京王電鉄と同様の統一ルールを実施し、同様の優先席増設を行う[27]。京王のほか小田急電鉄も先行して実施していた。また、東京急行電鉄は携帯電話の電源オフのルールを阪急電鉄と同様に車両ごと（東急では偶数号車が電源オフ）としていたが、この頃に優先席付近へと変更した。
  - 9月22日 - 京阪電気鉄道が首都圏以外では初めて上記の京王方式を採用。
  - 12月1日 - 横浜市営地下鉄がすべての座席を「優先席」とし、全車両を携帯電話電源オフとする。
- 2004年（平成16年）2月16日 -　近畿地方の鉄道事業者でも優先席付近では携帯電話の電源オフ統一ルール[注釈 1]を実施。ただし、京阪電気鉄道は2003年9月22日より先行して実施していた。またこの頃から、関東地方の主なバス事業者でも同様の呼び掛けを始めている。
- 2005年（平成17年）2月3日 -　東海地方及び北海道地方並びに四国地方・九州地方の鉄道事業者でも統一ルールを実施。優先席付近では携帯電話の電源オフ、それ以外の場所ではマナーモードに設定の上で通話は自粛とする。ただしJR九州は2004年9月頃にシルバーシートを「優先席」に改称すると同時に先行して実施していた。
- 2006年（平成18年） - マタニティマークの制定、首都圏の鉄道20社局による妊婦に対するマタニティマークの配布[28]。
- 2007年（平成19年）10月29日 - 阪急電鉄・能勢電鉄・神戸電鉄が「優先座席」を再設定。ただし携帯電話電源オフ車両以外の車両の優先席では、携帯電話の使用は可能とされる。
- 2012年（平成24年）
  - 7月 - 横浜市営地下鉄車内に「ゆずりあいシート」を設置[11]。
  - 10月26日 - 東京都が「ヘルプマーク」を制定、都営地下鉄大江戸線の優先席にステッカー標示を導入。
- 2014年（平成26年）7月1日 - JR西日本（京阪神エリア）[29]など近畿地方の鉄道25社局が優先席付近の携帯電話の電源オフを混雑時のみに限定する。
- 2015年（平成27年）
  - 10月1日 - JR東日本[30]など東日本（北海道を除く）の鉄道37社局が優先席付近の携帯電話の電源オフを混雑時のみに限定する。なお、相模鉄道は「混雑時」の定義を「乗客同士の体が触れ合う程度に混雑している場合」としている[31]。
  - 12月1日 - JR東海[32]など東海地方の鉄道4社局とJR九州[33]など九州地方の鉄道11社局が優先席付近の携帯電話の電源オフを混雑時のみに限定する。
  - 10～12月 - 京王電鉄バス[34]、西東京バス[35]、相鉄バス[36]、名古屋市営バス[37]など一部のバス事業者も優先席付近の携帯電話の電源オフを混雑時のみに限定する。相鉄バスの「混雑時」の定義は親会社の相模鉄道と同じ。
- 2016年（平成28年）
  - 3月26日 - JR北海道[38]が優先席付近の携帯電話の電源オフを混雑時のみに限定する。
  - 4月1日 - JR西日本（全エリア）[39]が優先席付近の携帯電話の電源オフを混雑時のみに限定する。JR西日本のうち京阪神エリアでは2014年7月1日に先行して実施していたが、これでJR西日本の全エリアでの実施となった。

### 携帯電話電源オフ車両
携帯電話電源オフ車両（けいたいでんわでんげんオフしゃりょう）とは、指定された車両の車内全体で携帯電話の電源を切るものとする取り扱いルールが定められた車両である。2015年3月14日以降、このルールを実施している鉄道事業者は存在しない。
東京急行電鉄は、2000年（平成12年）10月16日から、携帯電話のマナー策定にあたって、編成中の偶数号車（2・4・6・8・10号車）を携帯電話電源オフ車両とした。東京急行電鉄では地下鉄との相互直通運転を行う路線があり、乗り入れ相手先が電源オフ車両を設定していなかったことから2003年9月15日に廃止し、京王電鉄・小田急電鉄で採用されていた「優先席の周りは電源オフ」とした。これにより同日から、横浜市営地下鉄を除く首都圏鉄道各社局ではこれが統一ルールとなった。
阪急電鉄は、2003年（平成15年）6月10日より採用した。当初はあくまでも試験的な導入であったが、同年7月11日より本格導入され、阪急電鉄と能勢電鉄で終日各編成の先頭と最後尾の計2両に設定された。翌2004年2月16日からは、阪急電鉄と相互直通運転を行う大阪市営地下鉄堺筋線、およびグループ会社の神戸電鉄でも導入がなされた。特に堺筋線では、大阪市営地下鉄の他の路線とは異なり、乗り入れ先の阪急電鉄に合わせて、8両編成の先頭と最後部車両を終日携帯電話電源オフ車両とした。
2007年（平成19年）10月29日には、阪急電鉄・能勢電鉄・神戸電鉄が優先席を各車両に再設定した際、携帯電話電源オフ車両は1両に変更された。ただし、携帯電話電源オフ車両以外の車両の優先席では携帯電話の使用は可能とされた。
横浜市営地下鉄では、全車両が携帯電話電源オフ車両と同様の取り扱いとなっていたが、全席優先席の扱いは継続したまま、2011年7月より順次各車両に「携帯電話電源OFFエリア」を設け、そのエリア以外での通話を除く携帯電話の使用を認めることになった。
横浜新都市交通（現・横浜シーサイドライン）も、当初は全車両が携帯電話電源オフ車両と同様の取り扱いとなっていたが、2008年（平成20年）4月1日から編成中の偶数号車（2・4号車）を「優先車両」とし、当該車両のみを携帯電話電源オフ車両としていた。
広島高速交通では、2007年4月2日より編成の両端車両（本通方より1・6両目）を対象に導入。以降、日本の鉄道事業者として最末期まで携帯電話電源オフ車両の取り扱いが続いていたが、2015年3月14日より優先座席の表示をよりわかりやすく改め、この付近での携帯電話を含む無線通信機器の利用を控える様旅客への車内マナー周知を図ることとし、前日の営業を以て携帯電話電源オフ車両は廃止された。

### 優先席のマナー
日本では「若者が優先席対象者に優先席を譲らない」という事態が日常的に起こっているとされている。これについて、多くの日本人が持つとされる「誰かに迷惑を掛けてはいけない」という心が起因しているとの指摘がある。即ち、若者は「譲ったら『私はまだ席を譲ってもらう程歳を取ってはいない』と怒られてしまうかもしれない」と忖度し、譲られた側は「周囲に迷惑を掛けたくない」「若い人は仕事で疲れているのだから座らせてあげよう。私はすぐ降りるのだから」と考えている、とのことである。また、「周りの誰も譲ろうとしないのだから」という集団心理もあるとの指摘もある。
また優先席が設けられたことで、それ以外の席の前に席を必要とする者が立っていても「優先席があるのだから、座りたければそっちへ行けばいい」と席を譲らない者が増えたとの指摘もある。

## 日本国外

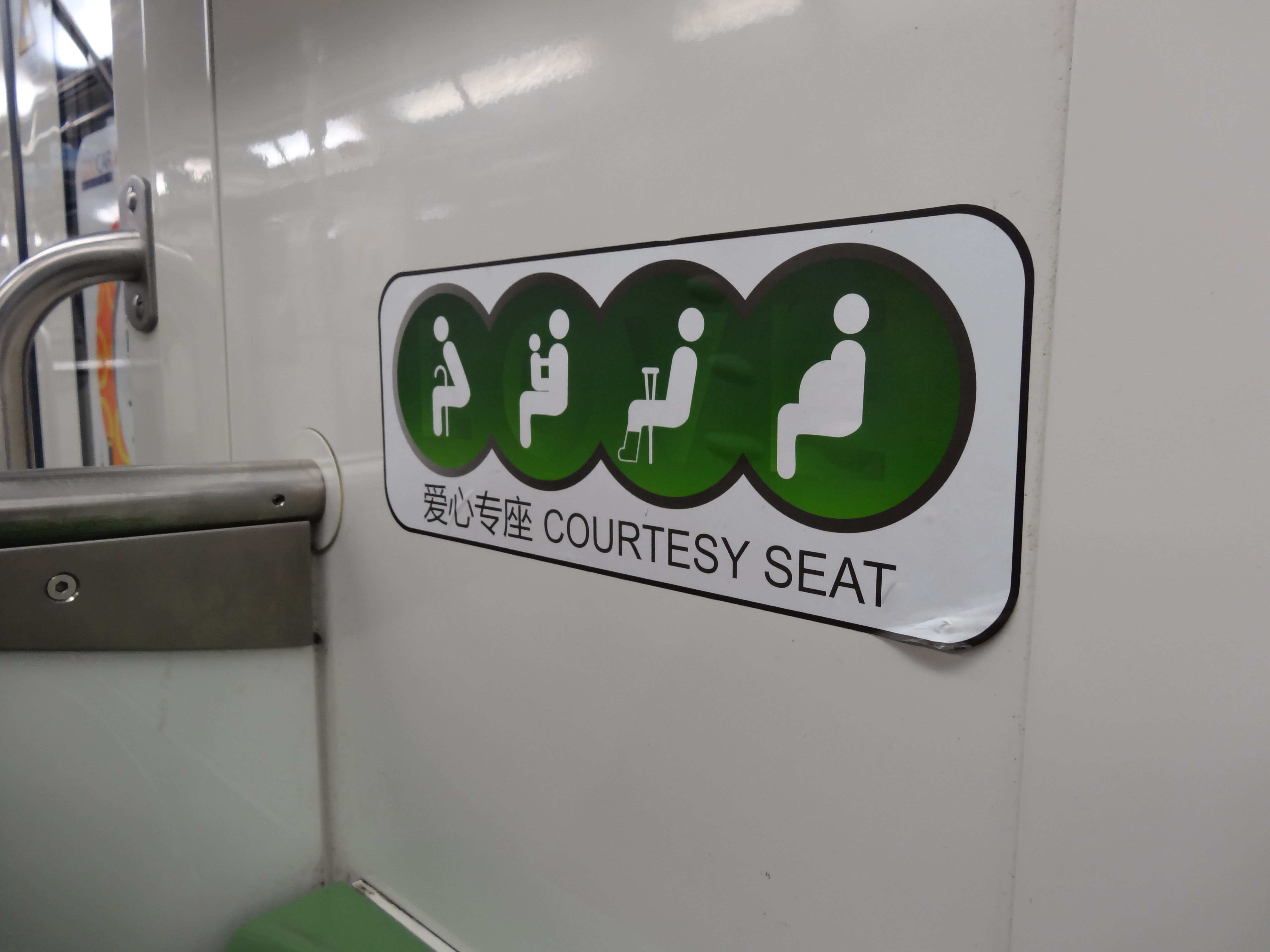
中国・上海地下鉄の「愛心専座」表示

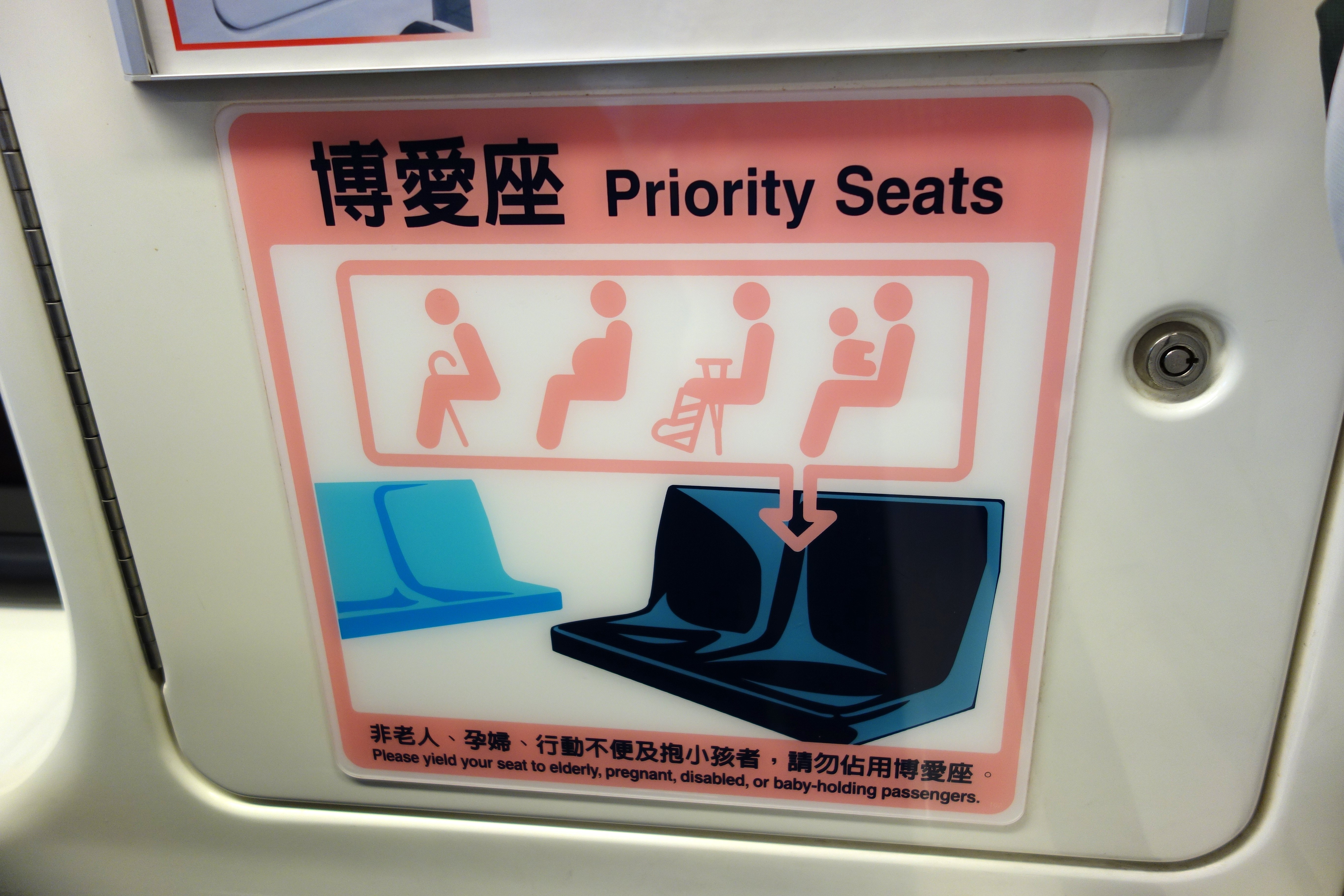
台湾・台北捷運（MRT）の「博愛座」表示

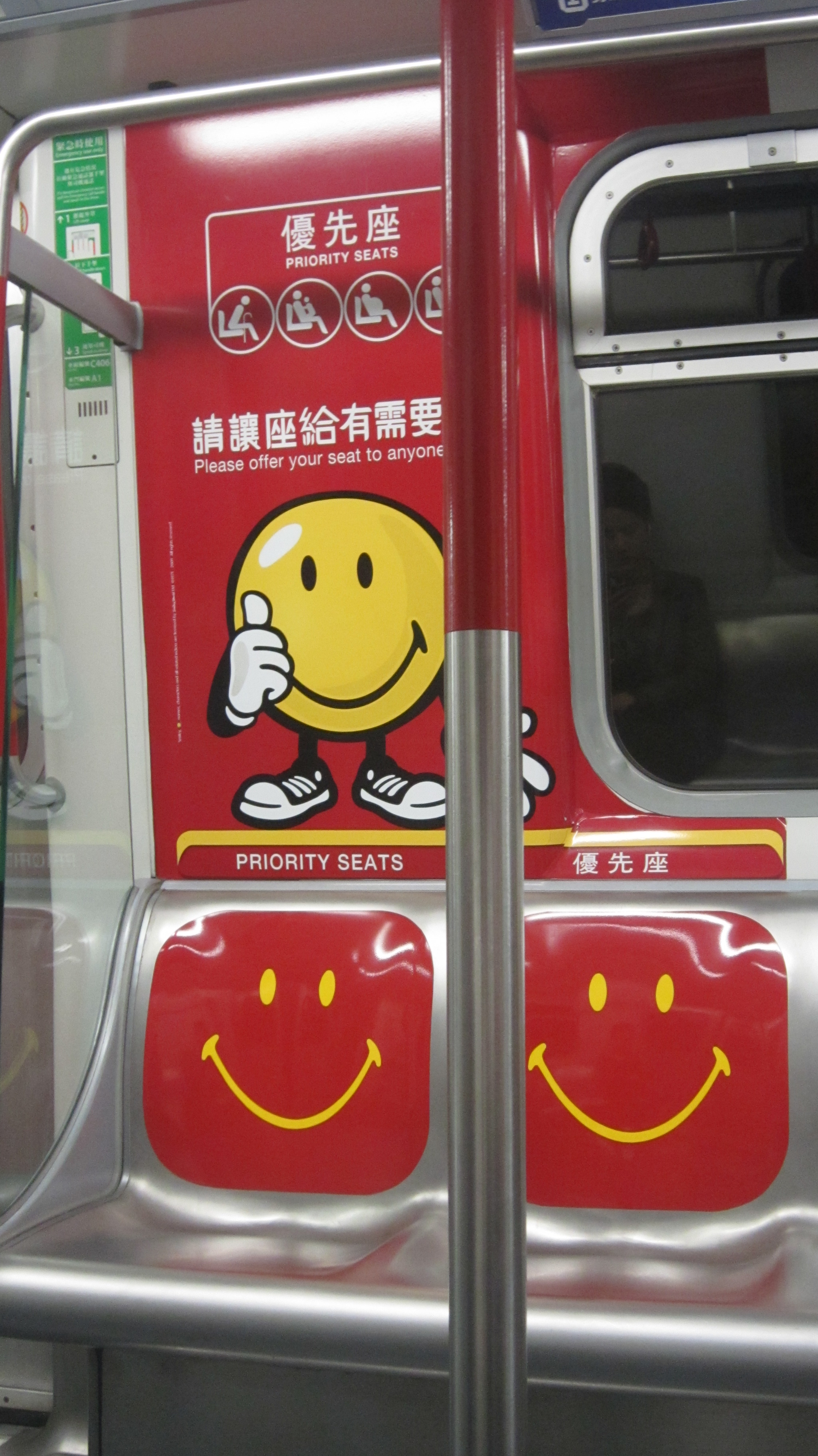
香港MTRの「優先座」表示

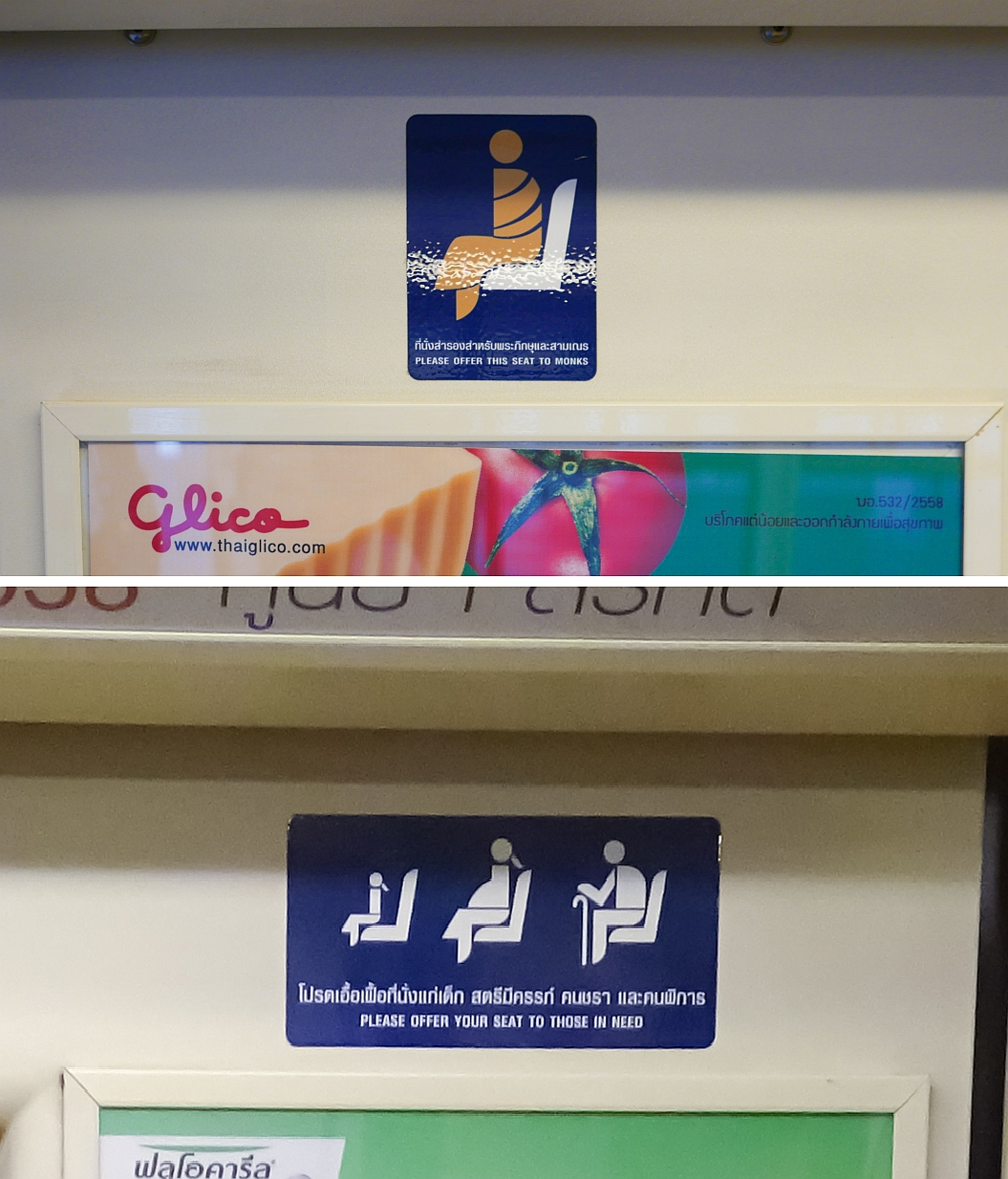
タイ・BTSの優先席表示
上は僧侶優先席、下は一般的な優先席

### 北米

#### アメリカ合衆国
- ニューヨーク地下鉄では「Priority seat」と表示された優先席を各車両に設置している[44]。
- またニューヨーク州では、高齢者、障害者に席を譲らなかった場合、50ドルの罰金が科せられる[12]。
- サンフランシスコのバス「ミュニバス (Muni Bus) 」には、車内前方に優先席が設けられている[45]。

#### カナダ
- バンクーバー市内のバスには、優先席が設けられている[46]。

### ヨーロッパ

#### イギリス
- ロンドンのダブルデッカーのバスでは1階前方に優先席が設けられている[47]。

#### イタリア
- ローマ地下鉄には車内に優先席が設けられている[48]。

#### オーストリア
- ウィーン地下鉄（ウーバーン）にはお年寄りのための優先席やベビーカー専用スペースが設けられている[49]

### アジア

#### 中華人民共和国
- 中国では「愛心専座」と呼ばれる優先席があり、上海地下鉄などに設置されている。

#### 香港
- 香港の地下鉄には「優先座」と呼ばれる優先席があり、香港MTRではこれを1両あたり2席から4席に増設する措置を進めている。

#### 台湾
- 台湾では、台北捷運（台北MRT）、台湾高速鉄道等の車両に「博愛座」と呼ばれる優先席がある[50]。通勤形車両への設置が大半の中、台湾高速鉄道では自由席車両各車に「博愛座」を設置して有料特急において運用している点が特徴的である。

#### 大韓民国
- 韓国では、バスと地下鉄に優先席がある。
- 韓国の大田広域市都市鉄道公社では、2011年から「妊産婦配慮席」を設けている。妊娠初期は見た目ではわからず、妊婦自身が頼まないと譲ってもらえないため、妊婦の「専用席」としている。同社は2015年に座席の色をピンクに変え、座席の前の床にステッカーを貼るなど様々な努力を重ねてきたがあまり守られなかったため、2016年11月1日から一部の席に「ここは妊産婦配慮席です」と書かれたテディベアを置いている[51]

#### インドネシア
- ジャカルタの近郊鉄道網KCIでは、車両の両端に優先席を設けている。そして「PKD」と書かれたヘルメットを被った男性スタッフが随時車内を巡回し、優先対象者がいると乗客の膝を叩き「あなたより困っている人がいます」と席を変わるよう促す。最近は自主的に席を立つ傾向も見られる。

#### シンガポール
- シンガポールMRTでは、乗車口の両脇に「Reserved Seat」と表示された優先席が設置されている。

#### タイ王国
- タイのバンコク・スカイトレイン (BTS) では、一般的な優先席とは別に「僧侶優先席」が設置されている。これは、タイの僧侶は戒律で女性に触れることを禁じられている[52]という宗教的背景からで、福祉的な目的とは異なる。